# Береинский сельсовет
Бере́инский сельсове́т — сельское поселение в Шимановском районе Амурской области.
Административный центр — железнодорожная станция Берея.

## История
20 июня 2005 года в соответствии с Законом Амурской области № 12-ОЗ муниципальное образование наделено статусом сельского поселения.

## Население
| 2002 | 2010 | 2011 | 2012 | 2013 | 2014 | 2015 |
| ---- | ---- | ---- | ---- | ---- | ---- | ---- |
| 223  | ↘126 | ↘125 | ↘101 | ↗112 | ↘102 | ↘96  |
| 2016 | 2017 | 2018 | 2021 |      |      |      |
| ↘91  | ↘84  | ↘80  | ↗129 |      |      |      |

## Состав сельского поселения
| № | Населённый пункт | Тип населённого пункта                          | Население |
| - | ---------------- | ----------------------------------------------- | --------- |
| 1 | Берея            | железнодорожная станция, административный центр | ↗129      |